# Toilet-Bound Hanako-kun
Hanako-kun e os Mistérios do Colégio Kamome (地縛少年花子くん, Jibaku Shōnen Hanako-kun) é uma série de mangá japonês criado por Iro Aida. É publicada na revista Monthly GFantasy da Square Enix desde 2014. Foi compilado em 24 volumes tankōbon até junho de 2025.  A história segue Nene Yashiro, uma estudante do primeiro ano do ensino médio que gosta de histórias de ocultismo e deseja apaixonadamente um namorado. Para isso, ela tenta invocar Hanako-san de um banheiro.
No Brasil, o mangá é licenciado pela Panini Comics. Uma adaptação para anime, produzida pelo estúdio Lerche, foi exibida de Janeiro a Março de 2020.
Até agosto de 2022, Hanako-kun e os Mistérios do Colégio Kamome possuía mais de 8 milhões de cópias em circulação.

## Enredo
Kamome Academy é famosa por seus rumores sobre seus Sete Mistérios e ocorrências sobrenaturais. Nene Yashiro, uma garota que deseja um namorado e é estudante do primeiro ano do ensino médio, invoca o Sétimo e mais famoso Mistério, "Hanako-san do Banheiro", o espírito de uma garota que supostamente assombra o banheiro e pode conceder desejos pelo preço certo. Ao invocá-la, Nene descobre que "Hanako-san" não é nada como os rumores dizem; Hanako-san é um garoto. Com uma reviravolta nos acontecimentos, ela fica espiritualmente ligada a Hanako e se torna sua assistente, ajudando-o a destruir seres sobrenaturais malignos e mudar os rumores para manter o equilíbrio entre o mundo espiritual e o mundo humano. Ao longo do caminho, Nene descobre sua conexão com o mundo espiritual e os segredos sombrios sobre Hanako e seu passado.

## Recepção
Até agosto de 2022, Hanako-kun e os Mistérios do Colégio Kamome possuía mais de 8 milhões de cópias em circulação.
Em uma análise da série de anime para a NEO, Jones Alex elogiou a série e os personagens por serem envolventes, além dos visuais únicos, comparando Hanako-kun a um mangá trazido à vida, utilizando contornos espessos, cores vibrantes e proporções de personagens distintas.